# Emeric Arus
Emeric Arus (* 9. Juni 1938 in Oradea; † 10. Oktober 2022 in New York City, Vereinigte Staaten) war ein rumänischer Fechter.

## Biografie
Emeric Arus nahm an den Olympischen Sommerspielen 1960 teil. Während er im Einzelwettkampf mit dem Säbel vorzeitig ausschied, belegte er im Mannschaftswettkampf den fünften Platz.